# Vigueron
Vigueron là một làng và xã ở tỉnh Tarn-et-Garonne trong vùng Tarn-et-Garonne, Pháp.